# Jacques-Marie Glezen
Jacques-Marie Glezen, né le 10 mai 1737 à Rennes où il est mort le 15 brumaire an X est un homme politique français, député aux États généraux de 1789.

## Biographie
Fils de Gabriel-Jérôme Glezen, avocat au parlement, et de Julienne-Rose de Lêpine, Jacques-Marie continua la tradition de sa famille de robe en se faisant recevoir avocat au parlement de Bretagne.
Après avoir signé avec Lanjuinais, Varin et Le Chapelier la célèbre délibération des facultés de droit au sujet des évènements de la journée des bricoles des 26 et 27 janvier 1789, il fut adjoint par le grand conseil municipal de Rennes, le 1er février, à la députation des États de Bretagne, puis choisi pour chef de la députation envoyée à Versailles par l’ordre des avocats. Il prononça en cette qualité, le 6 février 1789, un discours adressé au garde des sceaux pour défendre le tiers état et qui fut immédiatement publié à un grand nombre d’exemplaires. N’ayant pu exprimer toute son indignation dans cette harangue écrite en style parlementaire, Glezen publia également la Lettre d’un homme à huit cent soixante-quatre nobles bretons, pour répondre à la protestation de la noblesse de Bretagne contre la suspension des États de la province et la nouvelle forme de convocation des États généraux, qui se terminait par une apothéose de Necker, appelé le bienfaiteur et le restaurateur du royaume.

## États généraux
Cette prise de position assura son élection aux États généraux de 1789. Nommé scrutateur de l’assemblée électorale le 16 avril, il fut élu le lendemain premier député de la sénéchaussée de Rennes. Arrivé à Versailles, il fut, avec Le Chapelier, l’un des plus fermes soutiens des résistances du tiers état et de ses revendications pour la vérification des pouvoirs en assemblée générale. Lors de la constitution provisoire du tiers le 22 mai, le doyen de l’assemblée ayant été choisi pour président, on lui adjoignit un assesseur par chaque grand gouvernement et il fut l’adjoint désigné pour la Bretagne. Le 28 mai, à l’appel de la sénéchaussée de Rennes, il ouvrit le premier l’avis de se constituer définitivement, puisqu’il n’y avait plus rien à attendre de la noblesse, il représenta que toutes les conférences avaient été inutiles, qu’elles le seraient encore, ou donneraient lieu à une décision du roi dont les conséquences pourraient devenir fâcheuses. Le Chapelier joignit à cet avis celui d’une députation au roi et d’une déclaration qui manifesterait les sentiments de l’assemblée ». À l’issue de la séance royale du 19 juin, Glezen fut un de ceux qui appuyèrent avec le plus de force le maintien de tous les arrêtés dont Louis XVI demandait l’annulation.

## Assemblée constituante
Les États généraux devenus Assemblée constituante, il fut élu, le 6 juillet, au comité préparatoire pour les subsistances contre la disette, et le 8 à la commission pour former un ordre de travail. Il montra dans ces divers travaux tant de zèle et de compétence qu’il obtint le 3 août un nombre fort respectable de voix pour la présidence de l’assemblée. Il dut se contenter d’être nommé membre du comité des recherches et prit une part active pendant tout le mois d’août aux discussions qui eurent lieu au sujet des déclarations des droits de l’homme.
Avec plusieurs de ses collègues et en particulier avec Defermon, Lanjuinais et Le Chapelier, il signait souvent des lettres adressées aux citoyens de Rennes et dont plusieurs ont été reproduites dans les Bulletins de la Correspondance édités à Rennes en 1789. Celle du 26 aout sur la discipline et le patriotisme militaire 3 reçut une approbation unanime; mais il n’en fut pas de même au sujet d’une correspondance échangée au commencement de septembre à propos du veto suspensif et du véto absolu : Glezen demanda, le 7, lecture à l’Assemblée d’une délibération des citoyens de Rennes contre le véto. Lorsqu’on la lui refusa, il parvint à en déposer le texte le 10. « Je ne veux pas connaitre, s’écria Garât, ceux qui ont déposé sur le bureau la délibération de l’hôtel de ville de Rennes, elle est attentatoire à la liberté de l’Assemblée nationale ; tout le reste de la Bretagne se tait et ce silence semble une improbation. » Après une vive discussion à laquelle participèrent Maury, Mirabeau et Le Chapelier, on passa à l’ordre du jour. Glezen prit sa revanche le 3 octobre en faisant voter qu’il n’y aurait pas lieu à restitution pour les droits de franc-fief acquittés et payés aux fermiers.
Le 8 octobre, Glezen fit partie, de la députation nommée pour amener Louis XVI de Versailles à Paris, et le 21 du même mois il demandait qu’on autorisât le Châtelet à faire des informations au sujet des appareils militaires qui avaient menacé Paris, avec des adjoints nommés par la commune. « On connait, ajouta-t-il, le projet formé contre la capitale ; on connait les sollicitations de cette ville et de l’Assemblée auprès du roi pour l’éloignement des troupes; il s’agit de savoir si M. de Bézenval, accusé par la clameur publique, est suffisamment justifié. »

## Contre Malouët
La fin du mois de novembre marque aussi la fin de la carrière oratoire de Glezen. Comme doyen du comité des recherches il eut à soutenir, le 21 novembre, une vive discussion avec Malouët au sujet de la descente et des perquisitions qu’on avait faites au couvent des religieuses de l’Annonciade. Il parla du plan, qui avait été découvert, de transférer le roi à Metz, et eut l’imprudence de citer une lettre trouvée dans la correspondance d’un personnage important et qui avait été écrite par « un généreux ami de la liberté ». Malouët se reconnut sous cette désignation ironique et descendit à la barre comme s’il avait été mis en accusation. Remonté à la tribune sur l’invitation du président, il offrit de se constituer sur-le-champ prisonnier, s’il était reconnu coupable. On réclama la lecture de la lettre incriminée et l’on envoya un exprès la chercher entre les mains du procureur du roi du Châtelet, chargé des crimes de lèse-nation, à qui elle avait été remise. La séance fut orageuse ; Malouët semblait triompher de l’Assemblée et montrer par avance son innocence. Le comité avait des partisans : les deux côtés de l’assemblée se lançaient de sanglantes apostrophes ; cette scène tumultueuse se termina, après lecture de la lettre, par un décret décidant qu’il n’y avait pas lieu à inculpation.

## Retrait
À partir de ce moment, Glezen prit une nouvelle attitude. Ses traces deviennent dès lors assez difficiles à suivre. Les tables du Moniteur mentionnent qu’en 1790 il réclama l’approbation de l’Assemblée nationale en faveur de la municipalité de Toulon au sujet des troubles de cette ville, et dénonça une pension accordée à Maisseny, ci-devant directeur de la librairie. Son nom apparaît aussi dans une très longue liste de 274 noms comme votant le 12 mai 1791 "pour le sacrifice des colonies". Il fallait comprendre qu'il avait  à la grande colère  des lobbies coloniaux esclavagistes et colonialistes et de son adversaire Malouet, un de leurs porte-parole métropolitains, pour l'égalité des hommes de couleur libres avec les Blancs. Glezen parait s’être retiré de la politique après la dissolution de la Constituante. On ne retrouve son nom que très indirectement en 1796, au sujet d’une pétition au Corps législatif pour Geneviève-Rose-Marie Le Métayer, épouse de Jacques-Marie Glezen, homme de loi, pétition sans doute rédigée par l’ex-constituant, au sujet d’un frère de Rose Le Métayer qui, fait prisonnier à Quiberon par l’armée royale, avait été incorporé dans ses bataillons, puis repris par les républicains, condamné à mort et fusillé le 17 thermidor an III, pour avoir porté les armes contre la République. En conséquence le séquestre avait été mis sur ses biens, et la femme de Glezen en réclamait la levée.
Glezen exerçait encore en l’an IX, quelques semaines avant sa mort, car la bibliothèque de Nantes possède une consultation signée de lui et de Corbière, à cette époque, au sujet du traité passé entre les héritiers de Luynes et leurs créanciers.

## Sources
- Gaston de Carné, Revue historique de l’Ouest, t. 2, Paris, Bureaux de la Revue, 1887, p. 215-25.
- « Jacques-Marie Glezen », dans Adolphe Robert et Gaston Cougny, Dictionnaire des parlementaires français, Edgar Bourloton, 1889-1891 [détail de l’édition]

- Notices d'autorité :   - VIAF
  - ISNI
  - BnF (données)
  - IdRef